# Парламентські вибори в Україні 1994
Українські парламентські вибори 1994 року — перші вибори до Верховної Ради України в незалежній Україні, що відбулися 27 березня 1994 року (з пізнішими довиборами між 3 і 10 квітня). До парламенту пройшло 15 політичних партій, а більшість склали безпартійні.

## Передісторія
7 червня 1993 року на Донбасі почався безстроковий страйк шахтарів, який міг повести за собою тяжку економічну кризу. З огляду на це Верховна Рада України 17 червня пішла страйкарям на зустріч і виконала їх вимогу — призначила на 26 вересня 1993 року консультативний референдум щодо (не)довіри президенту і парламенту. Після переговорів з Президентом України Леонідом Кравчуком Верховна Рада за два дні до референдуму скасувала його та постановила провести 27 березня 1994 року дострокові парламентські та 26 червня того ж самого року дострокові президентські вибори.

## Виборчі особливості
450 кандидатів обиралися за мажоритарною системою — кожен з кандидатів мав набрати понад 50 % голосів виборців з числа тих, що взяли участь у голосуванні, за умови, що візьмуть участь у голосуванні не менше 50 % виборців, внесених у списки. В разі, якщо жоден кандидат не набирає понад 50 % у першому турі, два кандидати з найвищим результатом проходять у другий тур. Вимога набрати понад 50 % голосів залишалась і для другого туру, так що завдяки можливості голосувати проти обох нерідко бувало, що і другий тур не визначав переможця, причому в цьому випадку доводилося проводити в окрузі повторні вибори, починаючи кампанію з самого початку. Те ж саме траплялось і в разі, коли в голосуванні брало участь менше 50 % виборців. Як наслідок для виборів 1994 була характерною значна кількість округів, які так і залишилися не представленими в парламенті до самого закінчення його повноважень.

## Формування Верховної Ради України

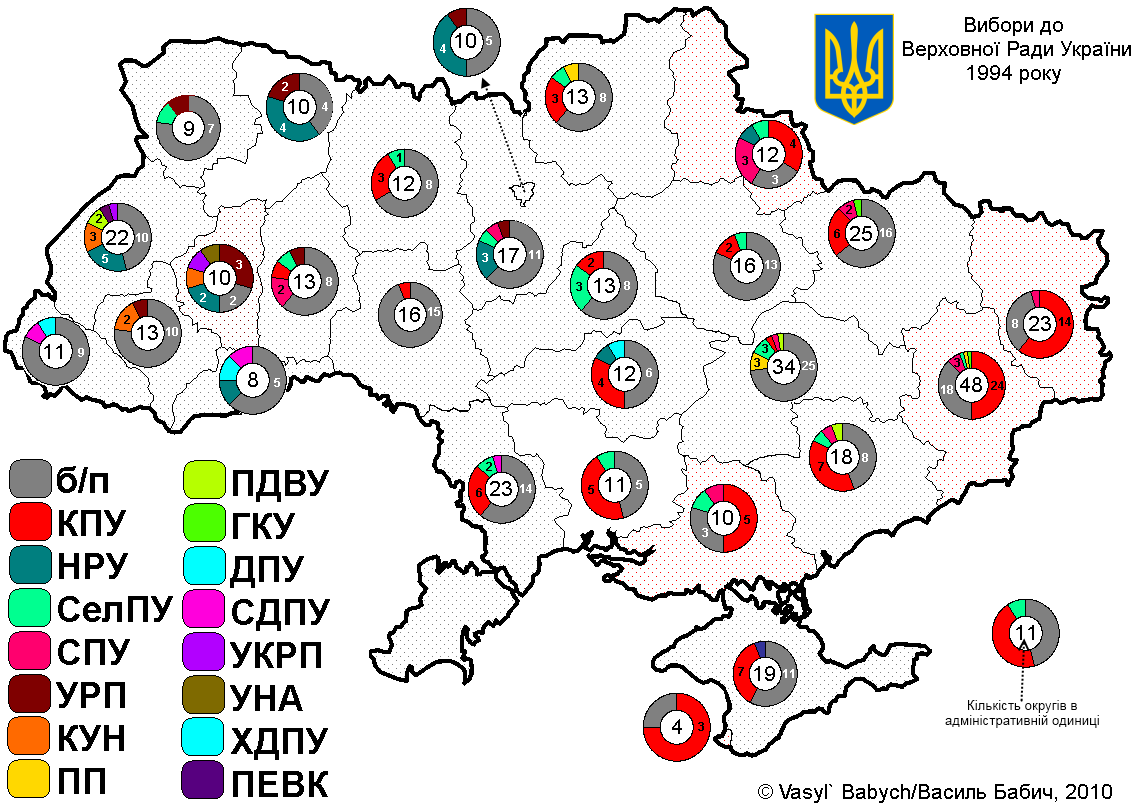
Розподіл депутатів за партіями по областях

Перший тур виборів відбувся 27 березня. Явка виборців склала приблизно 75,6 %. Однак, в 401 виборчому окрузі жоден з кандидатів не набрав більше 50 % голосів або явка була нижче 50 %. Через це лише 49 народних депутатів були обрані одразу. Задля обрання інших на початок квітня (3 або 10 квітня) були призначені другі тури. Під час цих переголосувань теж не вдалося обрати всіх народних депутатів, бо в 20 округах була занадто низька явка, а в 92 ніхто не зміг набрати більше половини голосів виборців. Крім того виникли питання щодо виборів в чотирьох виборчих округах (№ 147, 300, 376 і 428), де мала місце безальтернативність (опоненти Олега Панасовського, Павла Кудюкіна, Володимира Гриньова та Івана Васюри зняли свої кандидатури) та щодо виборів в трьох виборчих округах (№ 228, 370 і 418), де виборчі дільниці зачинились пізніше запланованого. Тому спочатку були визнані повноваження 331 депутата, обрання якого не викликали сумнівів. Потім були визнані повноваження ще й Володимира Яворівського, Володимира Мухіна та Михайла Сироти, які представляли округи № 228, 370 і 418. Після цього були визнані повноваження Олега Панасовського та Івана Васюри. Таким чином обраними вважались 336 народних депутатів і український парламент зміг почати свою роботу, бо необхідна мінімальна кількість депутатів (300) була досягнута, а в 112 виборчих округах були призначені нові голосування на літо. Щодо округів № 300 та 376, то вибори по них були призначені на листопад.
30 травня помер народний депутат Роман Купер і кількість виборчих округів без представників сягнула 115. 15 липня був позбавлений депутатських повноважень обраний на посаду Президента України Леонід Кучма. Таким чином перевибори мали відбутися в 116 округах.
24 липня відбулися перші тури перевиборів (окрім округів Романа Купера, Леоніда Кучми, Павла Кудюкіна та Володимира Гриньова), однак обрано було лише 20 народних депутатів. Явка склала 51,12 % або 4 688 305 виборців. 31 липня та 7 серпня пройшли другі тури, але не обраними залишились 52 депутати (в 47 випадках була занадто низька явка, у 5 ніхто не набрав більше 50 % голосів). Вибори у цих округах були призначені на 20 листопада.
21 серпня помер народний депутат Віталій Юрковський і кількість виборчих округів без представників сягнула 57.
25 вересня замість Романа Купера народним депутатом був обраний Леонід Кравчук.
20 листопада відбулися вибори в усіх не репрезентованих округах (окрім округу Віталія Юрковського), однак знову обрано було лише 10 народних депутатів. На проведених 4 грудня других турах було дообрано теж лише 3 депутата. Замість Леоніда Кучми народним депутатом був обраний Василь Євтухов. Загалом явка виборців склала близько 41,6 %. При цьому були визнані повноваження лише семи обранців, у той час, як результати виборів по округам № 7, 68, 324, 374, 433 та ще одному були дані на експертизу. Потім були визнані повноваження Євгена Лупакова (№ 433) та Володимира Пєхоти (№ 374), а ще пізніше Левка Лук'яненка (№ 68).
18 грудня замість Віталія Юрковського народним депутатом була обрана Наталія Вітренко.
7 грудня 1994 Верховна Рада України відклала вибори в округах, де нікого обрано не було, на один рік.
Таким чином на 9 лютого 1995 Верховна Рада України все ще була сформована лише на 90 % (45 необраних).

### Результати
| Партія                                          | Обрано під час першого та другого турів виборів (27 березня, 4 та 11 квітня) | Дообрано під час першого та другого турів перших перевиборів (24, 31 липня та 7 серпня) | Дообрано під час першого та другого турів других перевиборів (20 листопада, 4 грудня) | Вибули (30 травня, 15 липня, 21 серпня) | Дообрано замість вибулих (25 вересня, 20 листопада та 18 грудня) |
| ----------------------------------------------- | ---------------------------------------------------------------------------- | --------------------------------------------------------------------------------------- | ------------------------------------------------------------------------------------- | --------------------------------------- | ---------------------------------------------------------------- |
| Комуністична партія України                     | 85                                                                           | 4                                                                                       | 1                                                                                     | -1 (помер)                              | —                                                                |
| Народний Рух України                            | 20                                                                           | —                                                                                       | —                                                                                     | —                                       | —                                                                |
| Селянська партія України                        | 18                                                                           | 1                                                                                       | —                                                                                     | —                                       | —                                                                |
| Соціалістична партія України                    | 14                                                                           | —                                                                                       | —                                                                                     | —                                       | 1                                                                |
| Українська республіканська партія               | 9                                                                            | —                                                                                       | 3                                                                                     | —                                       | —                                                                |
| Конгрес українських націоналістів               | 5                                                                            | —                                                                                       | —                                                                                     | —                                       | —                                                                |
| Партія праці                                    | 4                                                                            | 1                                                                                       | —                                                                                     | —                                       | —                                                                |
| Партія демократичного відродження України       | 3                                                                            | 1                                                                                       | —                                                                                     | —                                       | —                                                                |
| Громадянський конгрес України                   | 2                                                                            | —                                                                                       | —                                                                                     | —                                       | —                                                                |
| Демократична партія України                     | 2                                                                            | —                                                                                       | —                                                                                     | —                                       | —                                                                |
| Соціал-демократична партія України              | 2                                                                            | —                                                                                       | —                                                                                     | —                                       | —                                                                |
| Українська консервативна республіканська партія | 2                                                                            | —                                                                                       | —                                                                                     | -1 (помер)                              | —                                                                |
| Українська національна асамблея                 | 1                                                                            | —                                                                                       | —                                                                                     | —                                       | —                                                                |
| Християнсько-демократична партія України        | 1                                                                            | —                                                                                       | —                                                                                     | —                                       | —                                                                |
| Партія економічного відродження Криму           | —                                                                            | 1                                                                                       | —                                                                                     | —                                       | —                                                                |
| безпартійні                                     | 168                                                                          | 52                                                                                      | 5                                                                                     | -1 (став Президентом України)           | 2                                                                |
| Разом                                           | 336                                                                          | 60                                                                                      | 9                                                                                     | -3                                      | 3                                                                |

## Цікаві факти

### Переможець першого туру відмовляється від участі у другому турі
У першому турі виборів у Суворовському виборчому окрузі № 300 (місто Одеса) 27 березня переміг, отримавши 21,68 % голосів, Олександр Штейман. Друге місце посів Павло Кудюкін (14,98 % голосів), третє — Едуард Горін (13,81 %). Через відсутність кандидата, який отримав більше 50 % голосів виборців, на 10 квітня були призначені перевибори, на яких мали змагатися вже лише Олександр Штейман та Павло Кудюкін. Але 7 квітня Олександр Штейман, переможець першого туру, відмовився від участі в виборах. Таким чином балотувався лише Павло Кудюкін, який і був на безальтернативній основі обраний депутатом. Але Верховна Рада 12 травня його повноваження не визнала і призначила перевибори на 20 листопада. Однак і тоді депутата обрано не було.

### Інцидент у Нововолинському виборчому окрузі
20 листопада пройшли вибори у Нововолинському виборчому окрузі № 68 (Волинська область). Явка виборців склала 64,03 %, перше місце посів Левко Лук'яненко, кандидат від Української республіканської партії (62,06 % або 35 230 голосів), друге — позапартійний Володимир Бадзюнь (21,56 %). Таким чином Левко Лук'яненко переміг відразу і мав змогу отримати своє депутатське крісло вже 7 грудня. Але деякі виборці, обласні комітети КПУ та СПУ подали на нього скарги з метою визнати вибори недійсними. Причиною тих скарг була агітаційна листівка групи підтримки Левка Лук'яненка накладом у 30 000 примірників, яка розповсюджувалась напередодні виборів у місті Нововолинську поштою, на ринках, біля крамниць та церков, за допомогою радіо тощо. Деяке обурення викликала агресивність надрукованого на другій стороні листівки тексту. Як потім з'ясувалось, текст цей був надрукований без відома та згоди самого кандидата УРП. Але клопоти довкола цього тексту надовго відтермінували визнання депутатських повноважень Левка Лук'яненка.
Спочатку обставини вивчала окружна виборча комісія, яка дала дозвіл на визнання результатів виборів. 5 грудня на місце виїхала ЦВК України, яка передала справу до обласної прокуратури. Обласна прокуратура відмовила у порушенні кримінальної справи проти Левка Лук'яненка. Теж саме рішення прийняла і Генеральна прокуратура України. 17 січня 1995 справу вивчали Тимчасова мандатна комісія Верховної Ради України та Комітет Верховної Ради України з питань правової політики і судово-правової реформи. Перша інституція проголосувала проти визнання повноважень Левка Лук'яненка, друга — за. 18 січня пленум Верховної Ради України підтримав рішення Тимчасової мандатної комісії та доручив їй провести особисте розслідування. Тимчасова мандатна комісія створила групу з п'яти людей, яка разом з одним спостерігачем зробила виїзд до Нововолинського виборчого округу. Після її звіту Верховна Рада України 7 лютого знову відмовила Левку Лук'яненку у визнанні його повноважень. Але після тривалих дискусій вона 9 лютого все ж таки проголосувала за відповідне рішення.